# 北渡街道
北渡街道是中华人民共和国河南省平顶山市湛河区下辖的一个街道办事处。

## 行政区划
北渡街道下辖以下村级行政区划单位：
北渡村、双楼村、石庙村、莲花盆村、谢庄村、油坊头村和汴城村。